# Фиперов
Фиперов (њем. Vipperow) општина је у њемачкој савезној држави Мекленбург-Западна Померанија. Једно је од 60 општинских средишта округа Мириц. Према процјени из 2010. у општини је живјело 460 становника. Посједује регионалну шифру (AGS) 13056069.

## Географски и демографски подаци
Фиперов се налази у савезној држави Мекленбург-Западна Померанија у округу Мириц. Општина се налази на надморској висини од 63 метра. Површина општине износи 20,2 km². У самом мјесту је, према процјени из 2010. године, живјело 460 становника. Просјечна густина становништва износи 23 становника/km².